# Дамвіль
Дамві́ль (фр. Damville) — колишній муніципалітет у Франції, у регіоні Нормандія, департамент Ер. Населення — 1970 осіб (2011).
Муніципалітет був розташований на відстані близько 95 км на захід від Парижа, 65 км на південь від Руана, 18 км на південь від Евре.

## Історія
До 2015 року муніципалітет перебував у складі регіону Верхня Нормандія. Від 1 січня 2016 року належав до нового об'єднаного регіону Нормандія.
1 січня 2016 року Дамвіль, Конде-сюр-Ітон, Гувіль, Мантелон, Ле-Ронсене-Отене i Ле-Сак було об'єднано в новий муніципалітет Меній-сюр-Ітон.

## Демографія
Динаміка населення (INSEE ):
Розподіл населення за віком та статтю (2006):
| Стать | Всього | До 15 років | 15-24 | 25-44 | 45-64 | 65-85 | Понад 85 |
| --- | ------ | ----------- | ----- | ----- | ----- | ----- | -------- |
| Чоловіки | 968    | 188         | 156   | 224   | 232   | 156   | 12       |
| Жінки | 1040   | 168         | 140   | 280   | 196   | 224   | 32       |
| \| Статево-вікова піраміда \| Статево-вікова піраміда \| Статево-вікова піраміда \| \| ----------------------- \| ----------------------- \| ----------------------- \| \| Чоловіки \| Вік \| Жінки \| \| 12 \| 85 + \| 32 \| \| 36 \| 80-84 \| 40 \| \| 36 \| 75-79 \| 60 \| \| 40 \| 70-74 \| 56 \| \| 44 \| 65-69 \| 68 \| \| 36 \| 60-64 \| 20 \| \| 56 \| 55-59 \| 64 \| \| 72 \| 50-54 \| 36 \| \| 68 \| 45-49 \| 76 \| \| 60 \| 40-44 \| 72 \| \| 52 \| 35-39 \| 76 \| \| 60 \| 30-34 \| 64 \| \| 52 \| 25-29 \| 68 \| \| 56 \| 20-24 \| 84 \| \| 100 \| 15-20 \| 56 \| \| 84 \| 10-14 \| 48 \| \| 56 \| 5-9 \| 48 \| \| 48 \| 0-4 \| 72 \| |        |             |       |       |       |       |          |
| Статево-вікова піраміда |        |             |       |       |       |       |          |
| Чоловіки | Вік    | Жінки       |       |       |       |       |          |
| 12 | 85 +   | 32          |       |       |       |       |          |
| 36 | 80-84  | 40          |       |       |       |       |          |
| 36 | 75-79  | 60          |       |       |       |       |          |
| 40 | 70-74  | 56          |       |       |       |       |          |
| 44 | 65-69  | 68          |       |       |       |       |          |
| 36 | 60-64  | 20          |       |       |       |       |          |
| 56 | 55-59  | 64          |       |       |       |       |          |
| 72 | 50-54  | 36          |       |       |       |       |          |
| 68 | 45-49  | 76          |       |       |       |       |          |
| 60 | 40-44  | 72          |       |       |       |       |          |
| 52 | 35-39  | 76          |       |       |       |       |          |
| 60 | 30-34  | 64          |       |       |       |       |          |
| 52 | 25-29  | 68          |       |       |       |       |          |
| 56 | 20-24  | 84          |       |       |       |       |          |
| 100 | 15-20  | 56          |       |       |       |       |          |
| 84 | 10-14  | 48          |       |       |       |       |          |
| 56 | 5-9    | 48          |       |       |       |       |          |
| 48 | 0-4    | 72          |       |       |       |       |          |

## Економіка
2010 року серед 1197 осіб працездатного віку (15—64 років) 854 були активними, 343 — неактивними (показник активності 71,3%, у 1999 році було 76,2%). З 854 активних мешканців працювало 749 осіб (387 чоловіків та 362 жінки), безробітними було 105 (54 чоловіки та 51 жінка). Серед 343 неактивних 88 осіб було учнями чи студентами, 126 — пенсіонерами, 129 були неактивними з інших причин.

У 2010 році в муніципалітеті числилось 888 оподаткованих домогосподарств, у яких проживали 1969,0 особи, медіана доходів виносила 17 154 євро на одного особоспоживача